# Гольц, Рюдигер фон дер
Граф Густав Адольф Иоахим Рюдигер фон дер Гольц (нем. Gustav Adolf Joachim Rüdiger Graf von der Goltz; 8 декабря 1865, Цюллихау, Провинция Бранденбург, Пруссия, ныне Польша — 4 ноября 1946, Бернбойрен, Бавария, Германия) — немецкий генерал, граф.

## Биография
Из дворянского рода Гольц. Его родителями были юрист Густав Альбрехт фон дер Гольц (1831—1909) и его жена Цецилия фон Пербандт (1839—1871). Фон дер Гольц начал свою военную карьеру 3 марта 1885 года с поступления в качестве знаменосца в 1-й гвардейский полк пешей прусской армии. После прохождения Военной академии в его жизни последовала служба в Генеральном штабе на различных должностях.
В годы Первой мировой войны дослужился до должности командира так называемой «Остзейской» или ландверной дивизии, действовавшей в Прибалтике. Ранее он 3 года служил преимущественно на Западном фронте и получил ранение в Битве на Марне. Во главе германского экспедиционного корпуса участвовал в гражданской войне в Финляндии на стороне правительства, оказывал помощь в организации финской армии. Поддерживал политику финского генерала К. Маннергейма.
В начале 1919 года под давлением Антанты отозван из Финляндии, вернулся в Прибалтику, где стал одним из главный действующих лиц в сложнейшем многостороннем конфликте, возникшем после окончания первой мировой войны и ухода немецких оккупационных войск в Германию. Поскольку следом за уходящими войсками в Прибалтику вступили войска Красной Армии, взявшие 3 января 1919 года Ригу и вынудившие бежать правительство Ульманиса в Либаву, страны Антанты разрешили для борьбы с ними Германии сформировать и оставить в Прибалтике добровольческие части (фрайкор). Первоначально их свели в 6-й армейский корпус, командиром 1 февраля 1919 года был назначен фон дер Гольц (в состав вошли «Железная дивизия», 1-я гвардейская резервная дивизия местного немецкого ополчения, русский отряд князя А. П. Ливена). В конце февраля части фон дер Гольца перешли в контрнаступление и в марте выбили красных из всей западной Латвии.
Однако, осознав свою силу, фон дер Гольц решил реализовать собственные планы. Он был сторонником создания Балтийского герцогства, для достижения этой цели стал формировать части прибалтийского ландесвера. В апреле 1919 года фон дер Гольц совершил переворот, разоружил в Либаве латышские национальные войска и сместил правительство Латвийской республики Карлиса Улманиса, заменив его своим ставленником А. Ниедрой. Ульманис бежал на корабли английской эскадры в порту Лиепаи. Войска под командованием фон дер Гольца возобновили боевые действия против большевиков, заняли всю Курляндию и Ригу (22 мая 1919 г.) А затем продолжили движение на север к эстонской границе, где дислоцировалась латышская бригада полковника Йоргиса Земитанса, сохранявшая верность правительству Ульманиса. Так фон дер Гольц стал ещё одним противником Латвии в её так называемой «Освободительной войне». Эстонское правительство оказало помощь своими войсками бригаде Земитанса, и совместными усилиями 22 июня 1919 года в бою в районе Цесиса (этот относительно небольшой бой получил в прибалтийской историографии громкое имя «Цесисская битва») эстонско-латышские части отбросили немцев. 3 июля в местечке Страздумуйжа (Штрасденхоф) при посредничестве британского представителя в Прибалтике генерала Х. Гофа было подписано перемирие, по которому немцы вскоре эвакуировались из Риги (куда вернулось правительство Улманиса, заявившего о своей победе) и были отведены за демаркационную линию в район Елгавы.
По требованию маршала Ф. Фоша правительство Германии 5 августа объявило об отзыве фон дер Гольца из Прибалтики. После всевозможных проволочек с его стороны только 21 сентября он передал командование ранее подчинявшимися ему вооружёнными формированиями полковнику П. Р. Бермондту-Авалову. Впрочем, выйдя в отставку, фон дер Гольц остался в Прибалтике в качестве неофициального советника Бермонта-Авалова, а уволенные офицеры его войск тут же вступали в части Бермонта-Авалова. Возможно, фон дер Гольц стоял за спиной последнего и в «октябрьской авантюре», когда его войска двинулись на Ригу и даже захватили её предместья, но были отброшены силами латвийской и эстонской армий при огневой поддержке британского флота. После её провала в том же октябре 1919 года по требованию латвийских властей и после ультиматума Великобритании был окончательно отозван из Латвии правительством Веймарской республики.
В Германии стал противником Веймарской республики. Участвовал в Капповском путче. Выступал в качестве «командующего оборонительным участком Берлина» и был назначен начальником штаба войск. После провала путча он продолжал заниматься политикой, а также посвятил себя воспитанию молодежи, возглавляя различные праворадикальные милитаристские организации. От имени рейхсвера и по поручению части германских промышленников именно он в сентябре 1931 года потребовал от рейхспрезидента П. фон Гинденбурга передачи власти в руки НСДАП. В 1932 году его кандидатуру едва не выдвинули на пост главы республики. После прихода к власти Гитлера дер Гольц постепенно лишился политического влияния, оставшись во главе не имеющего значения «Союза германских офицеров рейха». Гитлер более не нуждался в услугах генерала, хотя благоволил к ветеранам боев в Прибалтике, придав их особой награде — Балтийскому кресту — статус государственной, а их отставному лидеру пожаловав звание генерал-лейтенанта после дня Танненберга.
В период немецкой оккупации с 1941 по 1944 гг. бульвар Аспазияс в Риге носил имя фон дер Гольца.
4 ноября 1946 Рюдигер фон дер Гольц умер от инсульта в его поместье в Верхней Баварии.

## Семья
Он был женат на Ханне Каролине фон Газе (1873—1941), внучке теолога Карла Августа Газе. Его одноименный сын, Рюдигер фон дер Гольц, стал юристом.

## Мемуары
1. Goltz Rüdiger von der Meine Sendung im Finland und im Baltikum Leipzig: K.F.Kochler Verlag, 1920. (Русс. перевод: Р. фон дер Гольц. Моя миссия в Финляндии и Прибалтике. СПб.: Изд-во Европейского университета, 2015).
2. Goltz Rüdiger von der Als politischer General im Osten Leipzig, 1936.